# Садок
 Тази статия е за тракийския владетел.  За израилския първосвещеник вижте Садок (първосвещеник).  
Садок е син на тракийския цар Ситалк. Атиняните, надявайки се на военна помощ от Ситалк удостоили синът му Садок с атинско гражданство. През 430 пр.н.е. той заловил преминаващите през Тракия пратеници на Спарта и ги предал на атиняните.